# Francisco Ortega
Francisco Gabriel Ortega (ur. 19 marca 1999 w Santa Fe) – argentyński piłkarz, występujący na pozycji lewego obrońcy lub lewego pomocnika w greckim klubie Olympiakos SFP oraz w reprezentacji Argentyny. Wychowanek CA Vélez Sarsfield. Zdobywca Ligi Konferencji UEFA w sezonie 2023/2024. 

## Sukcesy

### Olympiakos SFP
- Liga Konferencji UEFA: 2023/2024